# Okpara (Benin)
Okpara ist ein Arrondissement im Departement Collines im westafrikanischen Staat Benin. Es ist eine Verwaltungseinheit, die der Gerichtsbarkeit der Kommune Savé untersteht.

## Demografie und Verwaltung
Gemäß der Volkszählung 2013 des beninischen Statistikamtes INSAE hatte das Arrondissement 8839 Einwohner, davon waren 4505 männlich und 4334 weiblich.
Von den 60 Dörfern und Quartieren der Kommune Savé entfallen sechs auf Okpara:
1. Akon
2. Gbéré
3. Monka
4. Oké Owo
5. Oké Owo-Aga
6. Sandéhou